# Piotr Gudimowicz
Piotr Iljicz Gudimowicz (ros. Петр Ильич Гудимович; ur. 20 października 1902 w Nowogrodzie Siewierskim, zm. w 1993) – radziecki funkcjonariusz służb specjalnych.

## Życiorys
W 1920 ukończył szkołę średnią. Od marca 1921 pracował jako kopista w ujezdnym wojenkomacie w Nowogrodzie Siewierskim. Następnie wstąpił do Armii Czerwonej. Służył w oddziałach kawalerii. We wrześniu 1924 został zdemobilizowany. Znalazł pracę jako urzędnik w rajwojenkomacie w Tuapse. W 1928 wstąpił do Wszechzwiązkowej Partii Komunistycznej (bolszewików). Ukończył kursy robotnicze w Tuapse, a następnie instytut inżynierów budownictwa komunistycznego w Nowoczerkasku. Od 1933 służył w organach bezpieczeństwa państwowego. Ukończył centralną szkołę OGPU w Moskwie, po czym w 1934 objął funkcję zastępcy szefa oddziału politycznego OGPU w Kraju Saratowskim. Po pewnym czasie został zastępcą pracownika operacyjnego. W 1938 ukończył szkołę specjalnego przeznaczenia NKWD, po czym został zastępcą szefa jednego z oddziałów V Wydziału (wywiad) Głównego Zarządu Bezpieczeństwa Państwowego.
Po zajęciu Polski przez wojska niemieckie we wrześniu 1939, został rok później skierowany jako rezydent wywiadu pod pseudonimem „Iwan” do okupowanej Warszawy. Występował pod fałszywym nazwiskiem Piotra Iljicza Wasiljewa jako pełnomocnik ds. majątku byłego poselstwa sowieckiego. Współpracował z agentką NKWD Jeleną D. Modrżynską ps. „Marja”. Oboje mieli za zadanie zbierać informacje wywiadowcze dotyczące działań niemieckich na zajętych ziemiach polskich. Udało im się ustanowić kontakty z m.in. prof. Władysławem Spasowskim i Wandą Wasilewską. W marcu 1941 przekazał szefowi Głównego Zarządu Bezpieczeństwa Państwowego Wsiewołodowi Mierkułowowi informację o koncentracji wojsk niemieckich przy granicy z ZSRR. W dzień ataku na Związek Radziecki P. I. Gudimowicz wraz z J. D. Modrżynską zostali aresztowani przez Gestapo, po czym 28 czerwca przewieziono ich do Berlina do radzieckiego poselstwa. Na początku lipca wraz z innymi obywatelami ZSRR wymieniono ich na granicy bułgarsko-tureckiej na dyplomatów niemieckich przebywających na terytorium Związku Sowieckiego. Piotr I. Gudimowicz został odznaczony Orderem Czerwonego Sztandaru. Następnie w stopniu pułkownika objął funkcję zastępcy szefa jednego z oddziałów 4 Wydziału NKGB. Pod koniec 1953 odszedł do rezerwy.